# Mosel (Schiff, 1873)
Die Mosel war ein als Kombi- und Auswandererschiff gebauter Dampfer des Norddeutschen Lloyd mit 3114 (andere Quelle 3200) BRT, das 1875 Opfer eines Anschlags wurde.

## Geschichte
Die Mosel wurde 1872 von der Werft Caird & Company im schottischen Greenock für die Reederei Norddeutscher Lloyd (Bremen) gebaut. Sie gehörte zur Strassburg-Klasse und hatte zwölf Schwesterschiffe, die 2217 bis 2683 tdw Tragfähigkeit hatten und über 67 bis 216 Kabinenplätze sowie 500 bis 900 Zwischendecksplätze verfügten. Die Mosel lief am 20. August 1872 vom Stapel und wurde im Dezember desselben Jahres an den NDL übergeben. Sie wurde auf der Linie von Bremerhaven nach New York eingesetzt. Zu seiner ersten Fahrt legte das Schiff am 4. Januar 1873 in Bremerhaven ab.
Das Schiff war 106,75 m lang und bis zu 12,23 m breit. Die Tragfähigkeit lag bei etwa 2600 t. Der Antrieb bestand aus einer Dampfmaschine mit zwei Zylindern, die 1300 PSi leistete und auf eine Schraube wirkte. Damit war der Mosel eine Höchstgeschwindigkeit von 11 kn möglich. Die Besatzung umfasste 107 Mann. An Bord fanden 90 Passagiere der I. Klasse, 126 der II. Klasse sowie 680 im Zwischendeck Platz.

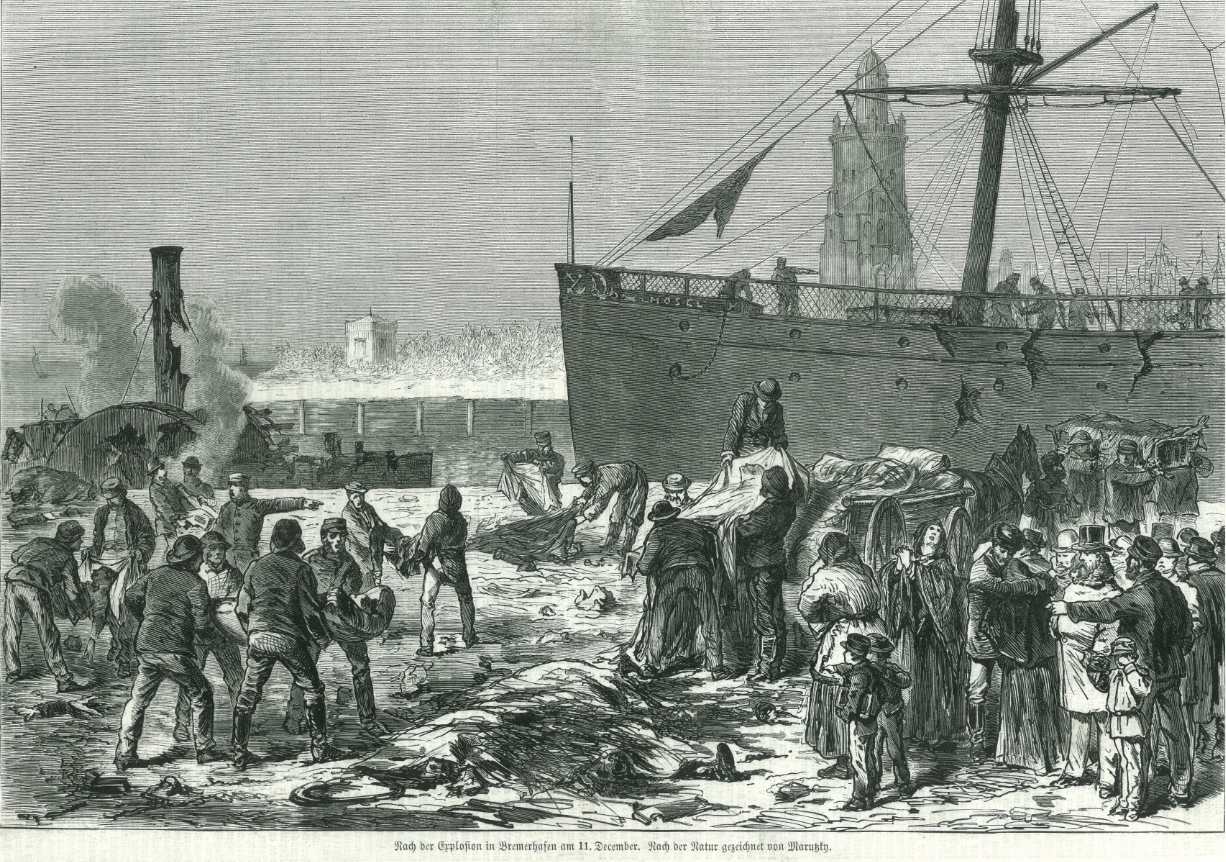
Szene kurz nach dem Bombenanschlag

Die Mosel wurde durch einen bedeutenden Kriminalfall bekannt. Das Schiff sollte unter Kapitän Leist, nachdem sie verholt war, am 11. Dezember 1875 von Bremerhaven zu einer Überfahrt nach New York von der Südermole am Vorhafen zum Neuen Hafen ablegen, nachdem noch letzte Frachtstücke und Passagiere an Bord kamen. Der Kai war mit zahlreichen Zuschauern gefüllt. Gegen 11 Uhr wurde ein besonders großes und schweres Fass gehievt, löste sich vom Kran, schlug auf dem Kaipflaster auf und explodierte. 83 Personen wurden getötet, rund 200 verletzt. Im Bug der Mosel klaffte ein breites Loch und auf dem Kai entstand ein vier Meter tiefer Krater. Der Sprengstoffanschlag war Teil eines geplanten Versicherungsbetrugs. Die für die Zeit der Überfahrt über den Atlantik vorgesehene Explosion erfolgte jedoch vorzeitig. Attentäter war der kanadische Staatsbürger William King Thomas (eigentlich Alexander Keith Jr.) aus Halifax, der danach einen Suizidversuch unternahm, verhört wurde, die Tat gestand und einige Tage später starb.
Die Mosel wurde repariert und weiter im Liniendienst eingesetzt. 1882 wurde die Dampfmaschine mit einfacher Dampfdehnung gegen eine Verbunddampfmaschine getauscht, die 3500 PSi leistete und die Höchstgeschwindigkeit des Schiffs auf 14 kn erhöhte. Bereits am 9. August 1882 strandete die Mosel im Ärmelkanal beim englischen Lizard und ging ohne Menschenverluste verloren.